# アステールオフィス
アステールオフィス合同会社とは、芸能事務所である。

## 所属俳優・声優・ダンサー
- 星守紗凪
- 山﨑悠稀
- 加藤瞳
- 道枝咲
- 逢咲日彩